# Шанцю
Шанцю́ (спрощ.: 商丘; піньїнь: Shāngqiū) — міський округ у провінції Хенань Китай. Назва означає «шанський пагорб» та пов'язана з тим, що з тієї місцевості походили «шанські люди», які надалі заснували династію Шан.

## Історія
Легенди стверджують, що після того, як Юй Великий приборкав потоп, отримав ті землі у володіння, і звідти пішли шанці, які надалі заснували династію Шан. Після того, як династія Шан була повалена династією Чжоу, в тій місцевості утворилось царство Цінь, що було 286 року до н. е. знищено спільними зусиллями царств Ці, Чу і Вей.
За існування імперії Східна Хань імператор Лю Хен 168 року до н. е. зробив свого сина Лю У Лянським князем, виділивши йому наділ зі столицею в Суйяні. За наступного імператора під час повстання семи уділів лянський князь підтримав центральну владу, й тому отримав значні привілеї. За доби Трицарства та місцевість увійшла до складу царства Вей, і уділ Лян був перетворений на округ Лянцзюнь. За імперії Суй 586 року округ Лянцзюнь був переформований в область Сунчжоу. 607 року область Сунчжоу знову була перетворена в округ Лянцзюнь, утім за імперії Тан 621 року округ Лянцзюнь знову став областю Сунчжоу.
За доби П'яти династій, за правління Пізньої Лян 909 року область Сунчжоу була переформована на військовий округ Сюаньу. За імперії Пізня Тан 923 року округ був перейменований у Гуйде, втім за імперії Пізня Чжоу йому повернули назву Сюаньу.
За імперії Сун спочатку було знову створено область Сунчжоу, а 1006 року була створена Інтяньська управа. 1014 року у зв'язку з натиском чжурчженів з півночі в тих місцях була розміщена тимчасова столиця країни, що отримала назву Наньцзін. Коли 1127 року імператори імперії Сун були захоплені чжурчженями, Гоу I, утікши до Наньцзіна, проголосив себе новим імператором імперії Сун, розпочавши добу Південної Сун.
Чжурчженська імперія Цзінь, захопивши ту місцевість, 1130 року розмістила там Гуйдеську управу. 1232 року цзінський Ай-цзун, рятуючись від монголів, також на короткий час переніс до Гуйдефи столицю країни.
Після заснування імперії Мін 1368 року Гуйдеська управа була понижена в статусі до області, втім 1545 року знову була підвищена в статусі до управи. Після Синьхайської революції в Китаї було проведено реформу адміністративного поділу, й 1913 року Гуйдеську управу була розформовано.
1949 року було створено Спеціальний район Шанцю з 7 повітів і міста Шанцю. 1950 року урбанізована частина повіту Шанцю була виділена в місто Шанцю, а колишнє місто було перейменовано на місто Чжуцзі. 1951 року міста Шанцю та Чжуцзі були об'єднані в місто Шанцю. 1952 року повіт Юнчен передали зі складу Спеціального району Ваньбей до складу Спеціального району Шанцю. 1953 року був розформований Спеціальний район Хуайян, і 6 повітів з тих, що раніше входили до його складу, передали до складу Спеціального району Шанцю. В грудні 1958 року Спеціальний район Шанцю було приєднано до Спеціального району Кайфен.
У грудні 1961 року Спеціальний район Шанцю був створений знову. В червні 1965 року 6 повітів, що раніше входили до складу Спеціального району Хуайян, були передані до складу Спеціального району Чжоукоу. 1968 року Спеціальний район Шанцю був перейменований на Округ Шанцю. 1977 року повіт Ланькао був переданий зі складу округу Кайфен до складу округу Шанцю, втім 1980 року був повернутий до складу округу Кайфен.
1997 року постановою Державної ради КНР були розформовані округ Шанцю й місто Шанцю, та створено міський округ Шанцю, колишні райони міста Шанцю стали районами міського підпорядкування міського округу Шанцю.
2014 року міський повіт Юнчен був виведений з підпорядкування міському округу Шанцю та перейшов у пряме підпорядкування владі провінції Хенань.

## Адміністративний поділ
Міський округ Шанцю поділяється на 2 райони, 1 місто і 6 повітів:
| Карта                                                              | Карта     | Карта    | Карта            |
| ------------------------------------------------------------------ | --------- | -------- | ---------------- |
| Міньцюань Суй Нінлін ① Чжечен Суйян ② Сяї Юнчен ① Лян'юань ② Юйчен |           |          |                  |
| Статус                                                             | Назва     | Оригінал | Населення (2020) |
| Район                                                              | Лян'юань  | 梁园区   | 946 752          |
| Район                                                              | Суйян     | 睢阳区   | 912 971          |
| Місто                                                              | Юнчен     | 永城市   | 1 256 409        |
| Повіт                                                              | Міньцюань | 民权县   | 746 389          |
| Повіт                                                              | Суй       | 睢县     | 723 771          |
| Повіт                                                              | Нінлін    | 宁陵县   | 562 657          |
| Повіт                                                              | Чжечен    | 柘城县   | 799 213          |
| Повіт                                                              | Юйчен     | 虞城县   | 972 091          |
| Повіт                                                              | Сяї       | 夏邑县   | 896 578          |

## Клімат
Місто знаходиться у зоні, що характеризується вологим субтропічним кліматом. Найтепліший місяць — липень із середньою температурою 27.6 °C (81.7 °F). Найхолодніший місяць — січень, із середньою температурою 0.5 °С (32.9 °F).
| Клімат Шанцю            | Клімат Шанцю | Клімат Шанцю | Клімат Шанцю | Клімат Шанцю | Клімат Шанцю | Клімат Шанцю | Клімат Шанцю | Клімат Шанцю | Клімат Шанцю | Клімат Шанцю | Клімат Шанцю | Клімат Шанцю | Клімат Шанцю |
| Показник                | Січ.         | Лют.         | Бер.         | Квіт.        | Трав.        | Черв.        | Лип.         | Серп.        | Вер.         | Жовт.        | Лист.        | Груд.        | Рік          |
| Середня температура, °C | 0,5          | 2,6          | 8,4          | 15,1         | 20,9         | 25,9         | 27,6         | 26,7         | 21,6         | 16           | 8,9          | 2,5          | 14,7         |
| Норма опадів, мм        | 13.3         | 15.5         | 29.2         | 51.9         | 53.4         | 76.1         | 182.5        | 129.4        | 78.1         | 39.5         | 21.9         | 12.2         | 703          |
| Днів з опадами          | 3,4          | 5,2          | 6,3          | 8,5          | 7,2          | 8            | 13,1         | 10,8         | 9,4          | 7,6          | 6,3          | 4,5          | 90,3         |
| Вологість повітря, %    | 60.2         | 61.5         | 60.2         | 61.6         | 61.1         | 62.3         | 77.7         | 79.1         | 74.2         | 70.3         | 66.8         | 62.2         | 66.4         |
| ----------------------- | ------------ | ------------ | ------------ | ------------ | ------------ | ------------ | ------------ | ------------ | ------------ | ------------ | ------------ | ------------ | ------------ |
| Джерело: Weatherbase    |              |              |              |              |              |              |              |              |              |              |              |              |              |